# William Archibald Kenneth Fraser
William Archibald Kenneth Fraser, britanski general, * 1886, † 1969.